# ChREBP
Углевод-реагирующий элемент-связывающий белок (ChREBP), также известный как MLX-взаимодействующий белок-подобный фактор (MLXIPL) представляет собой белок, который у человека кодируется геном MLXIPL. Название белка происходит от взаимодействия белка с последовательностями элементов ДНК, отвечающими за углеводный ответ.

## Функция
Белок ChREBP, кодируемый геном MLXIPL, является фактором транскрипции суперсемейства Myc / Max / Mad. Этот транскрипционный фактор обладает доменами лейциновой застёжки-молнии и основной структуры спираль-петля-спираль. Белок ChREBP образует гетеродимерный комплекс, он связывает и активирует глюкозозависимым образом мотивы элементов углеводного ответа (ChoRE) в промоторах генов синтеза триглицеридов.
ChREBP активируется глюкозой независимо от инсулина. В жировой ткани ChREBP индуцирует липогенез de novo из глюкозы в ответ на поступление глюкозы в адипоциты. В печени индукция ChREBP глюкозой способствует гликолизу и липогенезу.

## Клиническое значение
Этот ген входит в состав делеции участка хромосомы 7q11.23, с которой связан синдром Вильямса-Бёрена, мультисистемное расстройство развития.
Избыточная экспрессия ChREBP в печени из-за метаболического синдрома или диабета 2 типа может привести к стеатозу в печени. При неалкогольной жировой болезни печени около 25 % общих липидов печени возникает в результате синтеза de novo (синтеза липидов из глюкозы). Высокий уровень глюкозы в крови и инсулин усиливают липогенез в печени за счет активации ChREBP и SREBP-1c соответственно.
Хронически повышенный уровень глюкозы в крови может активировать ChREBP в поджелудочной железе, что может привести к избыточному синтезу липидов в бета-клетках, и увеличению накопления в них липидов, что приводит к липотоксичности, апоптозу бета-клеток и диабету 2 типа.

## Взаимодействия
Было показано, что MLXIPL взаимодействует с MLX.

## Роль в гликолизе
ChREBP перемещается в ядро и связывается с ДНК после дефосфорилирования остатка p-Ser и p-Thr с помощью PP2A, который сам активируется ксилулозо-5-фосфатом (Xu5p). Xu5p продуцируется пентозофосфатным путем, когда уровни глюкозо-6-фосфата высоки (в клетке достаточно глюкозы). В печени ChREBP опосредует активацию нескольких регуляторных ферментов гликолиза и липогенеза, включая пируваткиназу L-типа (L-PK), ацетил-КоА-карбоксилазу и синтазу жирных кислот.

## Дальнейшее чтение
- de Luis O, Valero MC, Jurado LA (2000). WBSCR14, a putative transcription factor gene deleted in Williams-Beuren syndrome: complete characterisation of the human gene and the mouse ortholog. Eur. J. Hum. Genet. 8 (3): 215–22. doi:10.1038/sj.ejhg.5200435. PMID 10780788.
- Cairo S, Merla G, Urbinati F, et al. (2001). WBSCR14, a gene mapping to the Williams--Beuren syndrome deleted region, is a new member of the Mlx transcription factor network. Hum. Mol. Genet. 10 (6): 617–27. doi:10.1093/hmg/10.6.617. PMID 11230181.
- Kawaguchi T, Takenoshita M, Kabashima T, Uyeda K (2002). Glucose and cAMP regulate the L-type pyruvate kinase gene by phosphorylation/dephosphorylation of the carbohydrate response element binding protein. Proc. Natl. Acad. Sci. U.S.A. 98 (24): 13710–5. doi:10.1073/pnas.231370798. PMC 61106. PMID 11698644.
- Kawaguchi T, Osatomi K, Yamashita H, et al. (2002). Mechanism for fatty acid "sparing" effect on glucose-induced transcription: regulation of carbohydrate-responsive element-binding protein by AMP-activated protein kinase. J. Biol. Chem. 277 (6): 3829–35. doi:10.1074/jbc.M107895200. PMID 11724780.
- Strausberg RL, Feingold EA, Grouse LH, et al. (2003). Generation and initial analysis of more than 15,000 full-length human and mouse cDNA sequences. Proc. Natl. Acad. Sci. U.S.A. 99 (26): 16899–903. doi:10.1073/pnas.242603899. PMC 139241. PMID 12477932.
- Ota T, Suzuki Y, Nishikawa T, et al. (2004). Complete sequencing and characterization of 21,243 full-length human cDNAs. Nat. Genet. 36 (1): 40–5. doi:10.1038/ng1285. PMID 14702039.
- Hillman RT, Green RE, Brenner SE (2005). An unappreciated role for RNA surveillance. Genome Biol. 5 (2): R8. doi:10.1186/gb-2004-5-2-r8. PMC 395752. PMID 14759258.{{cite journal}}:  Википедия:Обслуживание CS1 (не помеченный открытым DOI) (ссылка)
- Merla G, Howald C, Antonarakis SE, Reymond A (2005). The subcellular localization of the ChoRE-binding protein, encoded by the Williams-Beuren syndrome critical region gene 14, is regulated by 14-3-3. Hum. Mol. Genet. 13 (14): 1505–14. doi:10.1093/hmg/ddh163. PMID 15163635.
- Gerhard DS, Wagner L, Feingold EA, et al. (2004). The status, quality, and expansion of the NIH full-length cDNA project: the Mammalian Gene Collection (MGC). Genome Res. 14 (10B): 2121–7. doi:10.1101/gr.2596504. PMC 528928. PMID 15489334.
- Li MV, Chang B, Imamura M, et al. (2006). Glucose-dependent transcriptional regulation by an evolutionarily conserved glucose-sensing module. Diabetes. 55 (5): 1179–89. doi:10.2337/db05-0822. PMID 16644671.